# Heartland Institute
Heartland Institute är en amerikansk konservativ och libertariansk tankesmedja känd för sitt förkastande både av vetenskaplig konsensus om klimatförändringar och om negativa hälsoeffekter av rökning.

## Verksamhet
Institutet grundades 1984 och arbetade med tobaksföretaget Philip Morris under hela 1990-talet för att misskreditera hälsorisker med passiv rökning och lobba mot rökförbud. Sedan 2000-talet har Heartland Institute varit en ledande aktör inom klimatförnekelse.
Heartland förespråkar en frimarknadspolitik och har beskrivits som konservativ, libertarian och högerorienterad. Institutet förespråkar privatisering av offentliga resurser som skolor och betalvägar, arbetar för avregleringar och lägre skatter och mot subventioner.
Efter valet av USA:s president Barack Obama i november 2008 blev institutet involverat i Tea Party-rörelsen. 2011 sa organisationens kommunikationsdirektör att "stödet från Tea Party-grupperna över hela landet har varit oerhört värdefullt."
Den 14 februari 2012 publicerade bloggen DeSmogBlog mer än hundra sidor dokument från Heartland Institute. Dokumenten analyserades av bland andra The New York Times, The Guardian, United Press International och Associated Press och inkluderade en lista över givare och planer på att ingjuta tvivel hos lärare om den globala uppvärmningen.

## Finansiering
Institutet avslöjar inte längre sina finansiärer, enligt egen utsago för att skydda givare från trakasserier. Tidigare har institutet tagit emot stora stöd från oljeindustrin, inklusive ca 800 000 dollar från Exxon Mobil, enligt Greenpeace. Institutet har också fått finansiering och stöd från tobaksföretagen Philip Morris, Altria och Reynolds American. Tidigare finansiärer inkluderar läkemedelsföretagen GlaxoSmithKline, Pfizer och Diageo, och Waltonfamiljen.
Bland donatorer som nämns i DeSmogBlogs läcka från 2012 fanns Charles G. Koch Charitable Foundation, General Motors, Comcast, Reynolds American, Philip Morris, Amgen, Bayer, GlaxoSmithKline, Pfizer och Eli Lilly, spritföretag och en anonym givare som hade gett 13 miljoner dollar över de senaste fem åren.